# Шагир
Шагир (тат. Шагыр) — аул в Куйбышевском районе Новосибирской области. Входит в Камский сельсовет.

## География
Расположен на левом берегу Камы (приток Оми) в 9 км к юго-западу от села Кама и в 56 км к северо-западу от Куйбышева. Площадь аула — 34 гектара.
Имеется подъездная дорога к аулу от села Кама. Мост через реку находится в 1 км к югу от аула.

## Население
| 2002 | 2007 | 2010 |
| ---- | ---- | ---- |
| 282  | ↗296 | ↘218 |

## Инфраструктура
В ауле по данным на 2007 год функционируют 1 учреждение здравоохранения и 1 учреждение образования.